# Mellersta Egypten
Mellersta Egypten kallas de centrala delarna av dagens Egypten.

Karta med Mellersta Egypten i lila, Övre Egypten i gult och Nedre Egypten i rött.

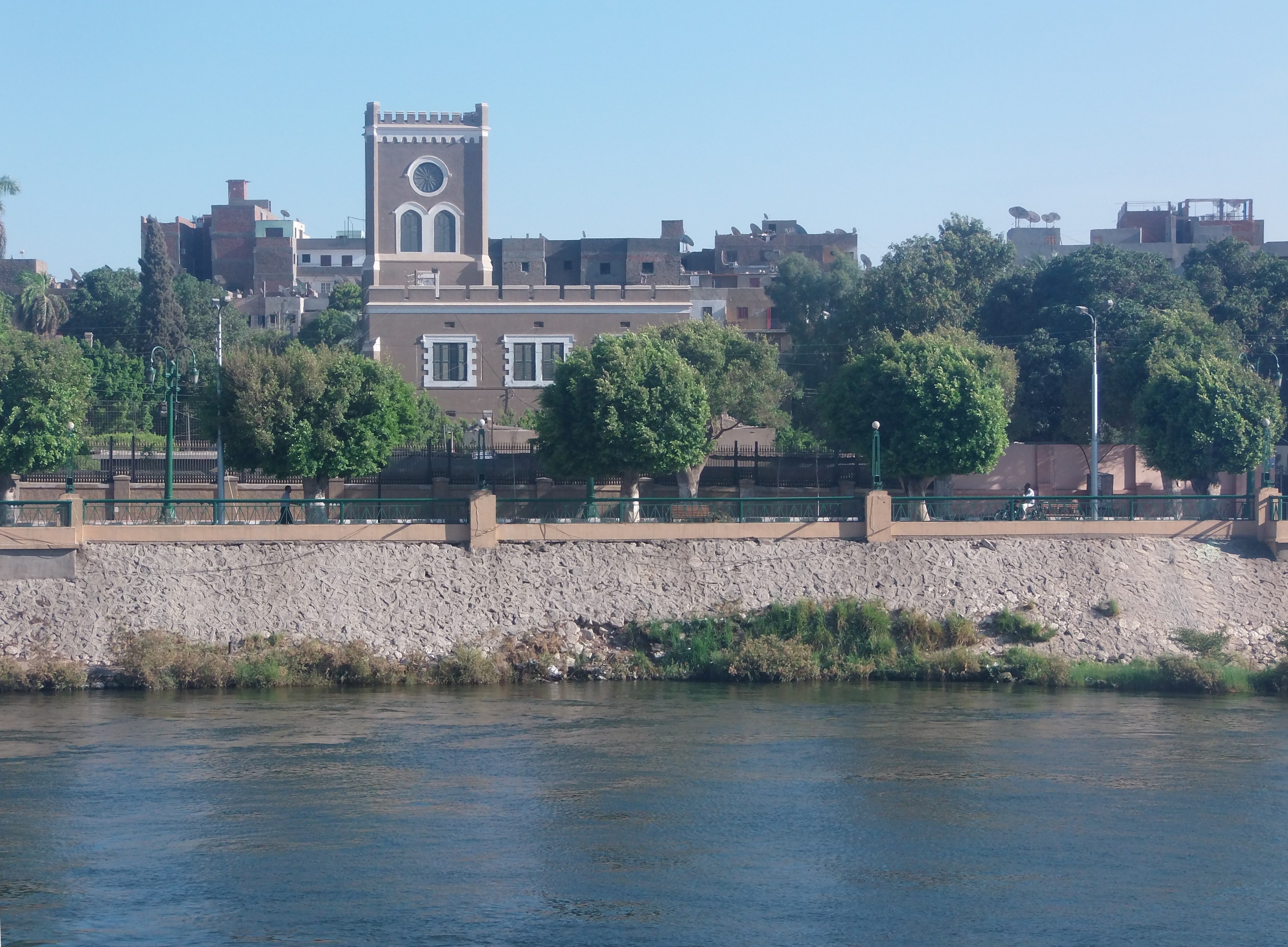
Asyut, 2013

Till skillnad från Nedre och Övre Egypten hade Mellersta Egypten aldrig någon egentlig huvudstad, åtminstone inte under någon längre period; staden el-Amarna nära Hermopolis hade rollen som huvudstad under en tioårig period. Flera av viktiga personer från Mellersta riket ligger begravda i området som också rymmer pyramiderna i Zawyet el-Amwat och Dara.
Det är i Mellersta Egypten som Nilens biflod Bahr Yusuf möter Nilen.

## Städer i Mellersta Egypten
- Asyut